# Bão Faxai (2019)
Bão Faxai (14W), là cơn bão mạnh nhất đổ bộ lên khu vực thủ đô Tokyo kể từ khi siêu bão Helen năm 1958. Faxai cũng là cơn bão đầu tiên tấn công vùng Kantō kể từ Mindulle năm 2016 và là cơn bão mạnh nhất tấn công khu vực Chiba kể từ khi siêu bão Ma-on năm 2004.

## Cấp bão
Cấp bão (Nhật Bản): 85kts - bão CP. Áp suất 955 hPa
Cấp bão (Hoa Kỳ): 115kts - bão CP cấp 4.

## Lịch sử khí tượng

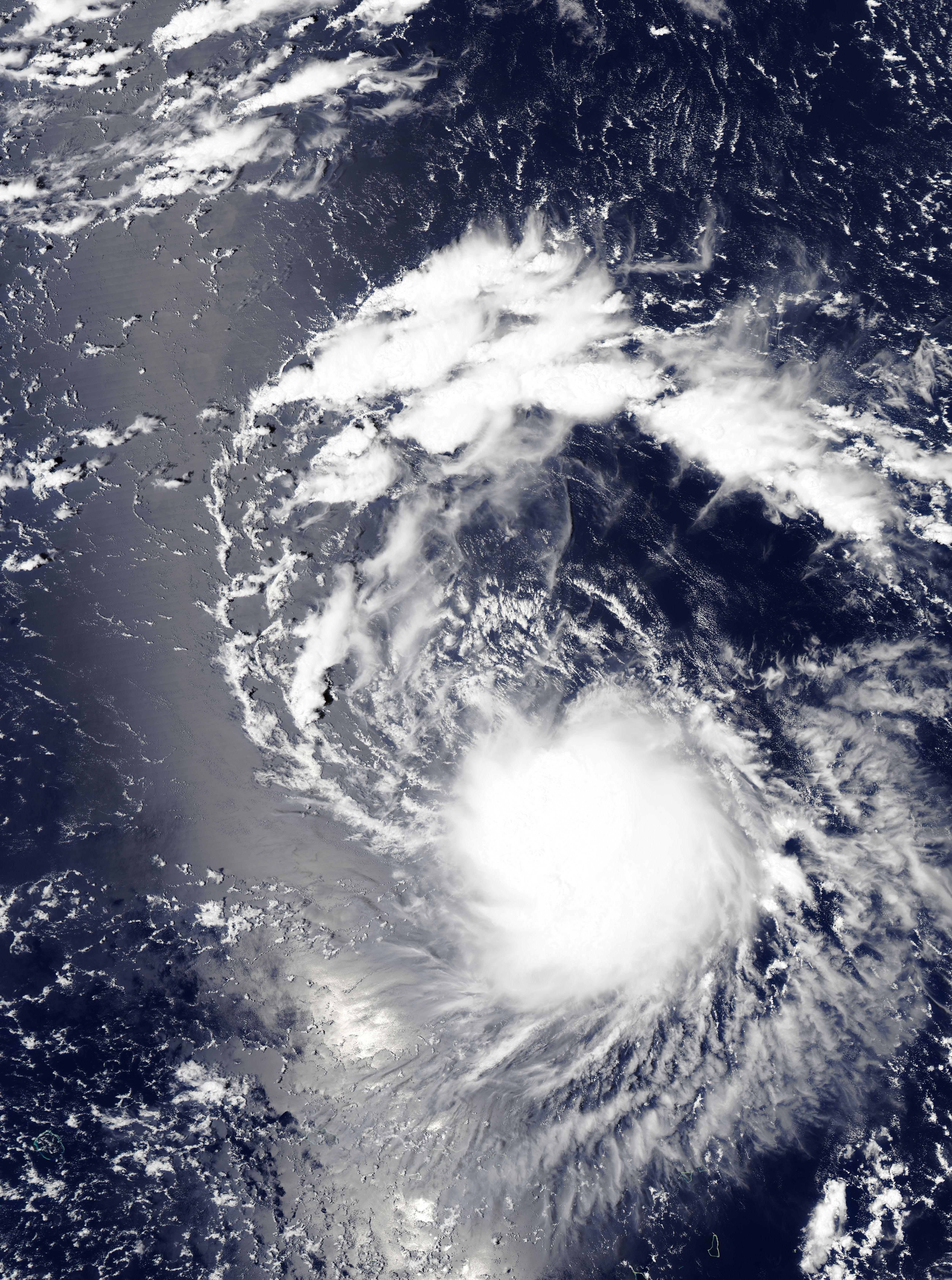
Áp thấp nhiệt đới Faxai ngày 2 tháng 9.

Vào lúc 18:00 UTC ngày 29 tháng 8, một áp thấp nhiệt đới hình thành ở phía đông của Đường đổi ngày quốc tế. Nó di chuyển về phía tây qua Thái Bình Dương vào ngày hôm sau. Sau đó, nó đã được gán số hiệu 14W bởi Trung tâm Cảnh báo Bão chung sau khi JTWC phát đi những cảnh báo đầu tiên. Đến ngày 2 tháng 9, JTWC đã nâng cấp 14W thành một cơn bão nhiệt đới và duy trì cường độ của nó trong một vài ngày. Ba ngày sau, Cơ quan Khí tượng Nhật Bản JMA cuối cùng đã nâng cấp hệ thống thành một cơn bão nhiệt đới và đặt tên cho là Faxai. Faxai dần dần mạnh lên, đạt đến trạng thái bão cuồng phong vào ngày 6 tháng 9. Bão Faxai nhanh chóng mạnh lên thành cơn bão cuồng phong cấp 4 trên thang bão Saffir-Simpson vào ngày 8 tháng 9 và đạt cường độ cực đại với sức gió tối đa 1 phút là 216 km/h. Faxai suy yếu đi một chút trước khi đổ bộ trực tiếp lên thành phố Chiba vào 5:00 sáng ngày 9 tháng 9..

## Tác động

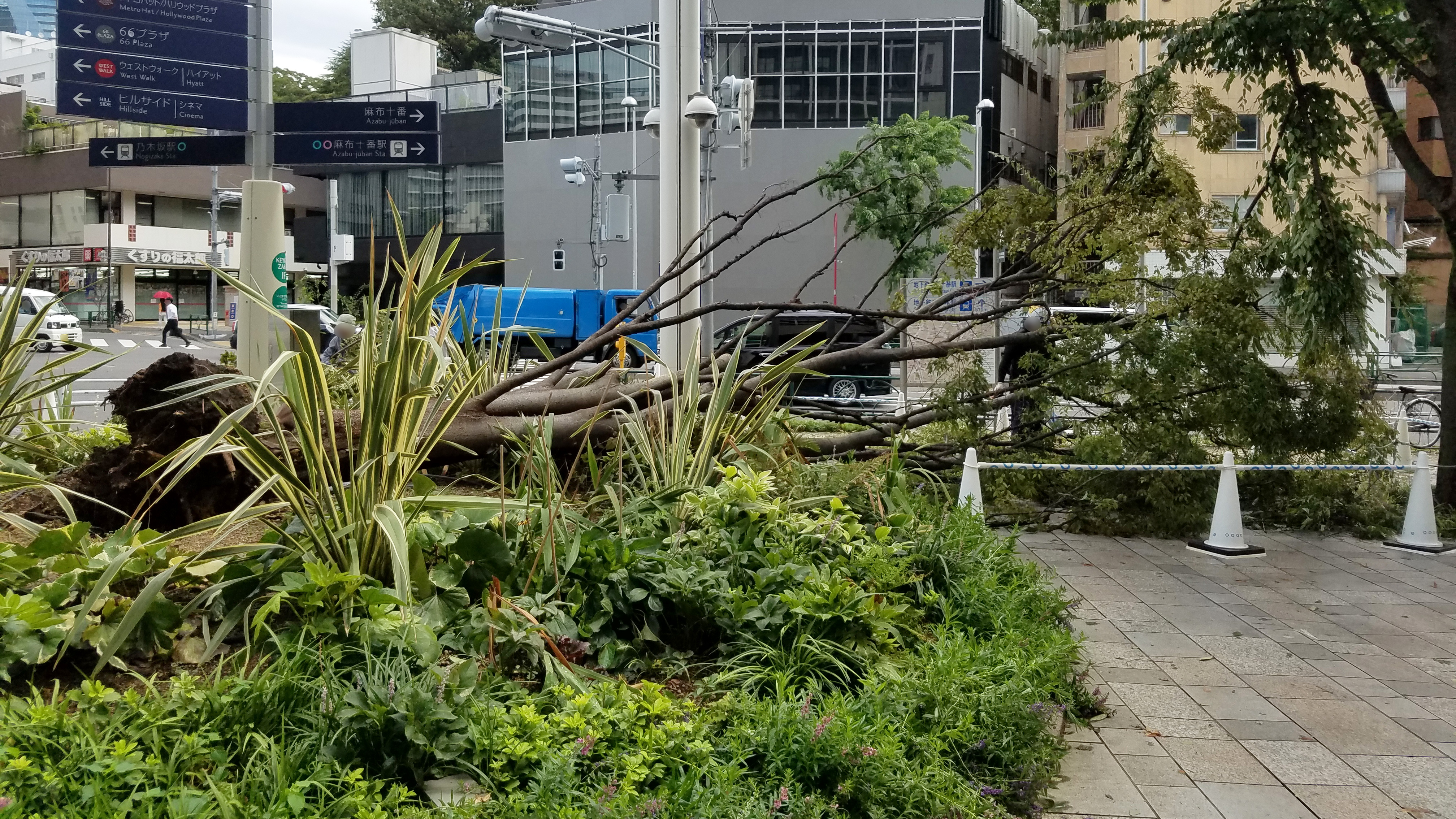
Cây gãy đổ ở thành phố Minato sau bão.

Faxai được nhận định là cơn bão mạnh nhất ảnh hưởng trực tiếp đối với khu vực phía Đông Nhật Bản kể từ khi siêu bão Helen năm 1958.
Đêm chủ nhật ngày 8 tháng 9, bão Faxai đã đổ bộ lên vùng Kantō, Nhật Bản. Gió giật mạnh nhất lên tới 209 km/h được ghi nhận tại đảo Kozu, phá vỡ kỷ lục trước đó bởi cơn bão Higos năm 2002. Cơn bão đã khiến 3 người chết và 157 người bị thương, 934.000 hộ bị mất điện. Tại thành phố Izu, tỉnh Shizuoka, lượng mưa đo được trong 24 giờ ngày 9 tháng 9 là 440 mm, gây ngập nhiều tuyến phố và tàu điện ngầm. Dịch vụ tàu điện ở JR East đã bị hủy do bão. Do ảnh hưởng của bão, cúp bóng bầu dục quốc tế tại Tokyo đã được hoãn lại. Hai người chết vì bị sốc nhiệt. Thiệt hại nông nghiệp ở Nhật Bản lên tới 47,55 tỷ Yên (443 triệu USD).).
Tổng thiệt hại do bão gây ra cho nền kinh tế toàn cầu ước tính lên tới 5 đến 9 tỷ USD.